# Női kajak kettes 500 méter a 2008. évi nyári olimpiai játékokon
A 2008. évi nyári olimpiai játékokon a kajak-kenu női kajak kettes 500 méteres versenyszámát augusztus 19. és 23. között rendezték a Shunyi olimpiai parkban. Az olimpiai bajnok a Kovács Katalin–Janics Natasa-kettős lett, megvédve ezzel a négy évvel korábban, Athénban megszerzett címüket.
Minden kajak kettes az előfutamokban kezdte a küzdelmeket. Az előfutamok első három helyezettjei automatikusan kvalifikálták magukat a döntőbe, a mögöttük célba érők közül az összesítésben legjobb idővel rendelkező kilenc páros pedig valamelyik elődöntőbe jutott. A elődöntők első három helyezettjei csatlakoztak a döntő mezőnyéhez.
Az előfutamokat augusztus 19-én, az elődöntőt augusztus 21-én, a döntőt augusztus 23-án bonyolították le.

## Eredmények
Az időeredmények másodpercben értendők. A rövidítések jelentése a következő:
- QF: döntőbe jutás helyezés alapján
- QS: elődöntőbe jutás időeredmény alapján

### Előfutamok
| Helyezés | Név                                     | Nemzet                        | Idő      | Mj       |
| 1. futam | 1. futam                                | 1. futam                      | 1. futam | 1. futam |
| -------- | --------------------------------------- | ----------------------------- | -------- | -------- |
| 1.       | Fanny Fischer Nicole Reinhardt          | Németország (GER)             | 1:43,412 | QF       |
| 2.       | Beata Mikołajczyk Aneta Konieczna       | Lengyelország (POL)           | 1:44,631 | QF       |
| 3.       | Michala Strnadová-Mrůzková Jana Blahová | Csehország (CZE)              | 1:45,104 | QF       |
| 4.       | Anne Rikala Jenni Honkanen-Mikkonen     | Finnország (FIN)              | 1:45,735 | QS       |
| 5.       | Beatriz Manchón Sonia Molanes           | Spanyolország (ESP)           | 1:46,646 | QS       |
| 6.       | Kitamoto Sinobu Takeja Mikiko           | Japán (JPN)                   | 1:46,980 | QS       |
| 7.       | Ivana Kmeťová Martina Kohlová           | Szlovákia (SVK)               | 1:47,284 | QS       |
| 8.       | Michele Eray Bridgitte Hartley          | Dél-afrikai Köztársaság (RSA) | 1:47,341 | QS       |
| 9.       | Jess Walker Anna Hemmings               | Nagy-Britannia (GBR)          | 1:47,435 |          |
| 2. futam |                                         |                               |          |          |
| 1.       | Kovács Katalin Janics Natasa            | Magyarország (HUN)            | 1:42,162 | QF       |
| 2.       | Marie Delattre Anne-Laure Viard         | Franciaország (FRA)           | 1:43,832 | QF       |
| 3.       | Hannah Davis Lyndsie Fogarty            | Ausztrália (AUS)              | 1:45,124 | QF       |
| 4.       | Kristin Gauthier Mylanie Barré          | Kanada (CAN)                  | 1:46,129 | QS       |
| 5.       | Yvonne Schuring Vicki Schwarz           | Ausztria (AUT)                | 1:46,980 | QS       |
| 6.       | Stefania Cicali Fabiana Sgroi           | Olaszország (ITA)             | 1:47,018 | QS       |
| 7.       | Helena Rodrigues Beatriz Gomes          | Portugália (POR)              | 1:47,588 | QS       |
| 8.       | Hszü Lin-pej Vang Feng                  | Kína (CHN)                    | 1:47,645 |          |

### Elődöntő
| Helyezés | Név                                 | Nemzet                        | Idő      | Mj |
| -------- | ----------------------------------- | ----------------------------- | -------- | -- |
| 1.       | Kitamoto Sinobu Takeja Mikiko       | Japán (JPN)                   | 1:43,541 | QF |
| 2.       | Anne Rikala Jenni Honkanen-Mikkonen | Finnország (FIN)              | 1:44,624 | QF |
| 3.       | Yvonne Schuring Vicki Schwarz       | Ausztria (AUT)                | 1:44,834 | QF |
| 4.       | Beatriz Manchón Sonia Molanes       | Spanyolország (ESP)           | 1:45,313 |    |
| 5.       | Helena Rodrigues Beatriz Gomes      | Portugália (POR)              | 1:46,021 |    |
| 6.       | Stefania Cicali Fabiana Sgroi       | Olaszország (ITA)             | 1:46,163 |    |
| 7.       | Ivana Kmeťová Martina Kohlová       | Szlovákia (SVK)               | 1:46,380 |    |
| 8.       | Michele Eray Bridgitte Hartley      | Dél-afrikai Köztársaság (RSA) | 1:47,018 |    |
| 9.       | Kristin Gauthier Mylanie Barré      | Kanada (CAN)                  | 1:47,510 |    |

### Döntő
| Helyezés | Név                                     | Nemzet              | Idő      | Mj |
| -------- | --------------------------------------- | ------------------- | -------- | -- |
| Arany    | Kovács Katalin Janics Natasa            | Magyarország (HUN)  | 1:41,308 |    |
| Ezüst    | Beata Mikołajczyk Aneta Konieczna       | Lengyelország (POL) | 1:42,092 |    |
| Bronz    | Marie Delattre Anne-Laure Viard         | Franciaország (FRA) | 1:42,128 |    |
| 4.       | Fanny Fischer Nicole Reinhardt          | Németország (GER)   | 1:42,899 |    |
| 5.       | Kitamoto Sinobu Takeja Mikiko           | Japán (JPN)         | 1:43,291 |    |
| 6.       | Hannah Davis Lyndsie Fogarty            | Ausztrália (AUS)    | 1:43,969 |    |
| 7.       | Anne Rikala Jenni Honkanen-Mikkonen     | Finnország (FIN)    | 1:44,176 |    |
| 8.       | Michala Strnadová-Mrůzková Jana Blahová | Csehország (CZE)    | 1:44,870 |    |
| 9.       | Yvonne Schuring Vicki Schwarz           | Ausztria (AUT)      | 1:44,965 |    |